# Варо, Ремедиос
Реме́диос Ва́ро Ура́нга (исп. Remedios Varo Uranga; 16 декабря 1908, Англес, Испания — 8 октября 1963, Мехико, Мексика) — испанская художница, представительница сюрреализма.

## Биография
Ремедиос Варо родилась в семье инженера-гидравлика и получила образование в монастырской школе. В 1924 году, в возрасте пятнадцати лет, при поддержке отца поступает в Академию Сан-Фернандо. Во время обучения знакомится с Гарсиа Лоркой и Сальвадором Дали. В 1930 году участвует в коллективной выставке, организованной Союзом художников Мадрида.
Окончив обучение в Академии, Ремедиос в первый раз выходит замуж за одного из сокурсников — Херардо Лизаррагу, с которым на год уезжает в Париж, где знакомится с группой сюрреалистов. После возвращения в 1932 году некоторое время работает в Барселоне рекламным художником.
В 1935 году Варо встречает Эстебана Франса, который помогает ей войти в круг художников-сюрреалистов. Оставив своего мужа, Варо включается в художественную группу логикофобистов, задача которых заключалась в отражении «внутренних ментальных состояний души, с помощью форм, представляющих эти состояния». В результате сотрудничества с этой группой Ремедиос Варо пишет картину, определившую последующий стиль художницы — L´Agent Double (масло на меди). Хотя Варо и признает, что логикофобисты не были настоящими сюрреалистами, в 1936 году она участвует в выставке группы в Galería Catalonia в Барселоне. Там художница знакомится с французским поэтом-сюрреалистом Бенжаменом Пере, приехавшим в Испанию поддержать республиканцев. Они поженились и поселились в Париже в 1937 году.
Именно Пере помог Ремедиос Варо войти в круг сюрреалистов Андре Бретона и познакомиться с такими художниками, как Леонора Каррингтон, Дора Маар, Роберто Матта, Вольфганг Паален и Макс Эрнст. В 1938 году Варо приняла участие в Международной сюрреалистической выставке.
По сравнению с мексиканским периодом творчества Варо её парижские работы весьма немногочисленны. Возможно, это было связано с тем, что женщины никогда не воспринимались всерьез как художники-сюрреалисты. По словам самой Ремедиос Варо о её пребывании в Париже: «Да, я присутствовала на тех собраниях, где много говорили, и каждый узнавал для себя новые вещи; иногда я участвовала в их выставках со своими работами; Я не была достаточно взрослой, и у меня не было апломба, чтобы противостоять им, Полю Элюару, Бенжамену Пере или Андре Бретону. Я сидела с открытым ртом в этой группе блестящих и одаренных людей. Я была вместе с ними, потому что чувствовала определенную близость. Сегодня я не принадлежу ни к какой группе; Я рисую то, что происходит со мной, и это все».
В Париже художница прожила до оккупации. Варо сохраняла хорошие отношения со всеми мужчинами, прошедшими через её жизнь. Незадолго до бегства в Мексику, в документальном фильме о лагерях французских беженцев Ремедиос случайно увидела своего первого мужа — Херардо Лизаррагу. Начав активную деятельность по его освобождению, художница практически спасает ему жизнь.
В 1941 году Ремедиос Варо и Бенжамен Пере, как и многие другие деятели искусства, покидают Париж и уезжают в Мексику, где художница знакомится с Фридой Кало и Диего Риверой и близко сходится с Леонорой Каррингтон. В Мехико Варо работает ассистентом Марка Шагала над дизайном костюмов для постановки балета «Алеко» , премьера которого состоялась во Дворце изящных искусств в 1942 году.
В 1947 году Пере возвращается в Париж, а Варо продолжает жить и работать в Латинской Америке, в том числе как рекламный художник. Два года художница проводит в Венесуэле в рамках научной экспедиции по изучению малярии Французского института стран Латинской Америки в качестве энтомологического иллюстратора.
В 1952 году художница выходит замуж за издателя Вальтера Грюена, австрийца, бывшего узника нацистских концлагерей в Европе. Грюен был состоятельным человеком, верил в талант Варо и оказывал ей поддержку, которая позволила художнице полностью посвятить себя живописи.
8 октября 1963 года, в возрасте 54 лет, на пике своей карьеры, Ремедиос Варо Уранга умерла от инфаркта.
Её работы успешно выставляются в Мексике и США.

## Художественное и философское влияние

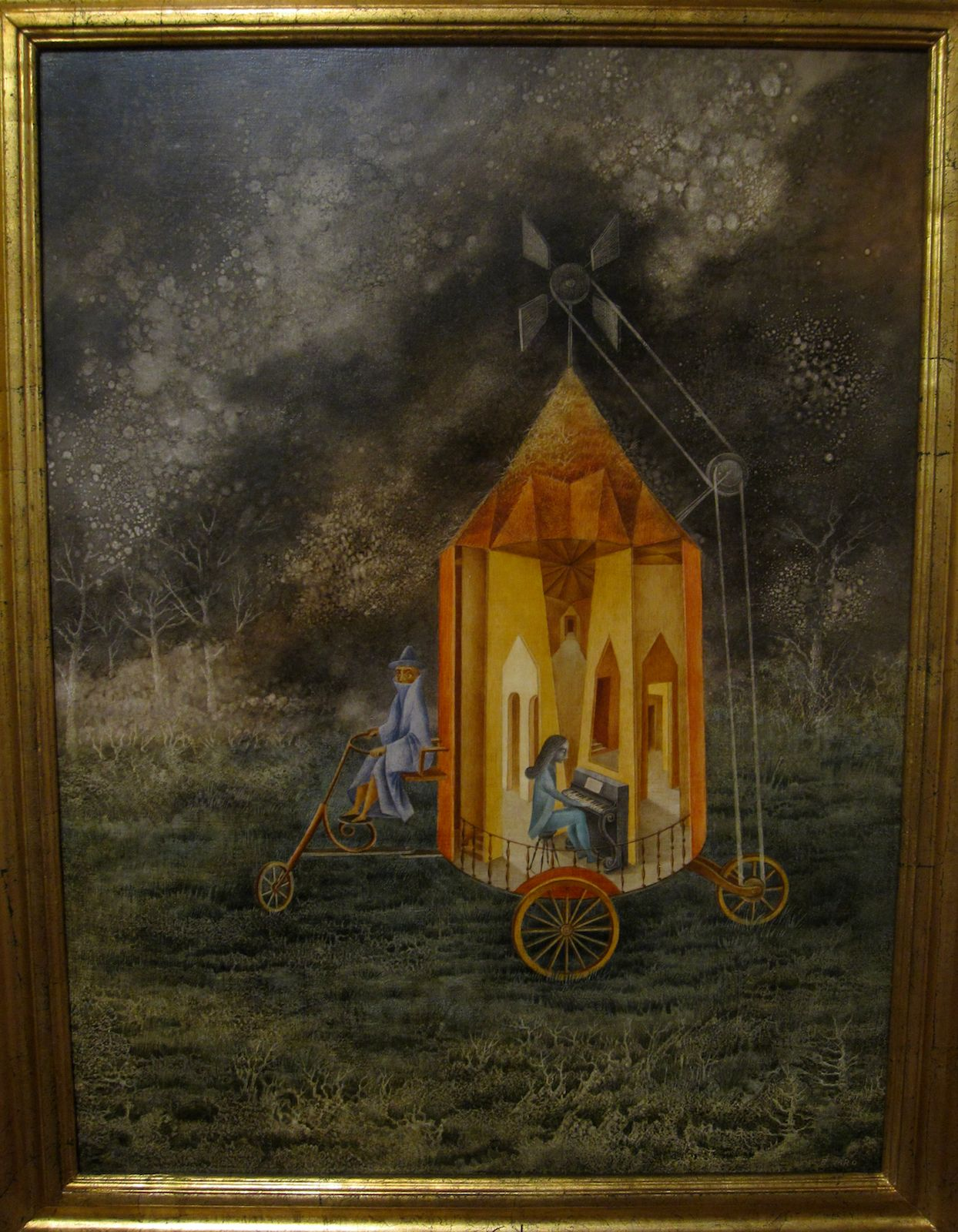
Roulotte, «Фургон», 1955

Аллегорическая природа большинства работ Варо сходна с картинами Иеронима Босха, и некоторые критики описывали её искусство как «постмодернистскую аллегорию».
Творчество Варо находилось также под влиянием стилей таких разнообразных художников как Франсиско Гойя, Эль Греко, Пабло Пикассо и Питер Брейгель. В то время как Андре Бретон оказал формирующее влияние на её понимание сюрреализма, некоторые из её картин имеют удивительное сходство с сюрреалистическими творениями современного итальянского художника греческого происхождения Джорджио де Кирико.
Несмотря на то, что мексиканское искусство мало влияет на её творчество, Варо и другие сюрреалисты были очарованы зыбкостью границ между реальным и магическим в Мексике. Варо находилась под влиянием большего разнообразия мистических традиций. Она изучала труды Экхарта, Блаватской, Гурджиева, Успенского, также Фрейда и Юнга. Её интересовала магия, мистика, средневековая алхимия и пифагорейство, что проявилось в её картинах.
Варо была поклонницей научной фантастики и научно-популярной литературы, в частности книг Айзека Азимова.

## Список работ
- 1938 — Голод
- 1943 — Башня кентавра
- 1943 — Борьба за существование
- 1947 — Бессонница
- 1948 — Зимняя аллегория
- 1955 — Солнечная музыка
- 1955 — Флейтист
- 1955 — Фургон
- 1956 — Три Судьбы
- 1956 — Веронский ткач
- 1956 — Гармония
- 1956 — Ловец звезд
- 1957 — Портрет доктора Игнасио Шавеза
- 1957 — Создание птиц
- 1957 — Костюм Леди[13]
- 1957 — Бродяга
- 1958 — Волшебный полет
- 1958 — Неожиданный визит
- 1958 — Персонаж
- 1958 — Бесполезная наука или Алхимик
- 1959 — Исследование истоков Ориноко
- 1959 — Непостижимое движение
- 1959 — Столкновение
- 1960 — Подражание
- 1960 — Визит к пластическому хирургу
- 1961 — Зов
- 1961 — Ткущие земную мантию
- 1961 — Открытие геолога-мутанта
- 1961 — Персонаж
- 1961 — В сторону Башни
- 1962 — Ночной побег
- 1963 — Феномен невесомости
- 1963 — Влюбленные
- 1963 — Вращающийся натюрморт
- 1967 — Непокорная фабрика